# Rycyki
Rycyki (Limosinae) – monotypowa podrodzina ptaków z rodziny bekasowatych (Scolopacidae).

## Zasięg występowania
Podrodzina obejmuje gatunki w sezonie lęgowym występujące w Eurazji i Ameryce Północnej, zimą także w Afryce, Australii, Oceanii i Ameryce Południowej.

## Morfologia
Długość ciała 36–48 cm, rozpiętość skrzydeł 60–82 cm; masa ciała samic 246–630 g, samców 190–440 g.

## Systematyka

### Etymologia
- Limosa: epitet gatunkowy Scolopax limosa Linnaeus, 1758; łac. limosus „zmącić”, od limus, limi „błoto, szlam”[13].
- Rusticola: łac. rusticula „nieznany ptak łowny”[14]. Gatunek typowy: Rusticula grutto Houttuyn, 1770 (= Scolopax limosa Linnaeus, 1758).
- Limicula: łac. limicola „mieszkaniec błota”, od limus, limi „błoto, szlam”; -cola „mieszkaniec”, od colere „mieszkać”[15]. Gatunek typowy: Scolopax limosa Linnaeus, 1758.
- Gambetta: bolońska (włoska) nazwa Gambetta dla jakiegoś rodzaju brodźca (za Aldrovandim 1599 rok), od łac. gamba noga, być może od gr. καμπη kampē „pochylać się”[16]. Gatunek typowy: Scolopax limosa Linnaeus, 1758.
- Fedoa: zlatynizowana forma od angielskiego słowa fedoa oznaczającego rycyka[17]. Gatunek typowy: Scolopax fedoa Linnaeus, 1758.
- Actites: gr. ακτιτης aktitēs „mieszkaniec wybrzeża”, od ακτη aktē, ακτης aktēs „wybrzeże”; ιζω izō „siedzieć”[18]. Gatunek typowy: Scolopax limosa Linnaeus, 1758.
- Aegocephalus: gr. αιγοκεφαλος aigokephalos „nieznany ptak”, identyfikowany przez niektórych autorów z puchaczem, od αιξ aix, αιγος aigos „koza”; κεφαλη kephalē „głowa”[19]. Gatunek typowy: Scolopax limosa Linnaeus, 1758.
- Vetola: lokalna wenecka nazwa Vetola dla rycyka[20]. Gatunek typowy: Scolopax lapponica Linnaeus, 1758.

### Podział systematyczny
Do podrodziny należy jeden rodzaj – Limosa – z następującymi gatunkami:
- Limosa lapponica (Linnaeus, 1758) – szlamnik zwyczajny
- Limosa limosa (Linnaeus, 1758) – rycyk
- Limosa haemastica (Linnaeus, 1758) – szlamnik amerykański
- Limosa fedoa (Linnaeus, 1758) – szlamnik duży